# Letztes aus der Da Da eR
Letztes aus der Da Da eR – niemiecka satyra filmowa produkcji DEFA i reżyserii Jörga Fotha zaprezentowana w 1990 roku. Fabuła jest oparta na odgrywaniu przez głównych aktorów roli klaunów oraz na zastosowaniu krytyki jako kinowego pożegnania NRD.

## Fabuła
- Śniadanie w Sing-Sing: Dwóch klaunów przebywa w więzieniu i jak zawsze otrzymują na śniadanie dwa jajka na twardo od uzbrojonego strażnika więziennego. Następnie oboje uciekają z walizkami, kółkiem do pływania i lalką po opuszczonej drabince sznurowej. Strażnik strzela do masek gazowych.
- To dla mnie szczególny zaszczyt: Klauni wygłaszają różne przemówienia dziękczynne przed poważnymi ludźmi i wręczają sobie różne medale i odznaczenia, którymi się kłują przez ubrania, aż obaj upadną. Rozlegają się brawa i obydwaj wyprowadzani są z sali. Listonosz się spóźnia. W śmieciarce jadą przez Berlin i śpiewają piosenkę „Brüder kommt die Füße hoch wir tanzen”. Ich podróż kończy się na wysypisku śmieci i obaj wędrują przez śmieci.
- Acheron: Klauni spędzają czas nad jeziorem, przez które przepływa śpiewający przewoźnik.
- Piekło: Obaj klauni trafiają do cementowni. Jeden z nich chce uwolnić księżniczkę. Obaj wybierają lewą ścieżkę i śpiewają „Zeit und Geld vergänglich Gut”. Oboje wspominają dawne czasy i opowiadają o skeczu, którego dawniej nie wolno im było wykonać. Śpiewają „Undank ist der Welten Lohn”.
- Kilka sekund później: Strażnik więzienny zabiera nowy węgiel z podwórza. Klauni wsiadają do pociągu. Później wchodzą na przedstawienie, głośno przeklinając i prezentują piosenkę „Dankchoral” na małych schodach rewiowych. Potem wracają do więzienia, gdzie jeden z nich na chwilę traci prawo wyborcze oraz w związku z tym głos, który prawdopodobnie włożył do urny wyborczej, ponieważ do tego czasu jeszcze posiadał prawo wyborcze.
- Niemiecka noc Walpurgi: Klauni są na uroczystym zjeździe. Tutaj śpiewają pieśń „Durch schlechte Nächte schwankt ein Marsch der Trauer” i są atakowani przez obecnych oraz marginalizowani, aż w końcu odchodzą. Nieco później siedzą w dawnej strefie przygranicznej i śpiewają Halb und halb, dopóki nie spotykają turystów ze strefy. Strażniczka nadal zbiera węgiel i zdaje sobie sprawę, że nie zna bardziej podzielonych ludzi niż Niemcy.
- W raju: Klauni przychodzą na wzgórze, na którym w klatkach przetrzymywani są ludzie w kostiumach zwierząt. Ludzie przychodzą, zaglądają do klatek i wreszcie strzelają do niektórych uwolnionych zwierząt ślepymi nabojami, które następnie udają martwe. Klauni odchodzą. Listonosz dociera do nich obu i przynosi im paczkę, która została zamówiona dwadzieścia lat temu i zawiera elektryczną kolejkę Piko. Po zmontowaniu torów jeżdżą po nich pociągiem towarowym Piko. Słychać piosenkę „Ach, Deutschland”.
- O mój tato: Klauni idą do rzeźni i odtwarzają scenę z Fausta z własnymi dialogami. Uświadamiają sobie, że scena nie była zabawna, ponieważ nikt się nie śmiał. Obydwaj podsumowują, że dawniej ludzie śmiali się częściej. Później następują sceny zabijania krów przez porażenie prądem, wieszania zwłok i krwawienia. Klauni przeczołgują się obok szkieletu w muzeum i śpiewają „Flug gebucht ins Niemandsland”. W końcu wybiegają z sali muzealnej.
- Nowa era: Dwaj klauni przechodzą przez most. Później śpiewają na stacji kolejowej „Tote Hunde soll man nicht wecken” aż dochodzą do telewizora, z którego prezenter opowiada o historycznym momencie. Klauni widzą, że rozpoczęła się rozbiórka ich więzienia i pędzą do na miejsce. Kiedy patrzą na wszystko z obrotowego żurawia, więźniowie są zwalniani. Słychać pieśń „Die Clowns gehör’n erschossen”, obaj klauni są następnie ścigani przez więźniów. Udaje im się uciec do Paryża.
- Epilog: Klauni są na cmentarzu ze strażnikiem więziennym. Widać budynek przylegający do miejsca z licznymi niemieckimi flagami wiszącymi na oknach. Odgłosy szczekania psa, które po chwili dołącza do nieszczęść i smutków. Kamera zatrzymuje się na grobowym napisie: „Do widzenia!”

## Produkcja

### Historia i scenariusz
Klaunów Meh i Weh stworzyli w 1980 roku Steffen Mensching i Hans-Eckardt Wenzel. Szczególną cechą jest wykorzystanie cytatów literackich w filmie. Wszystkie linie tekstowe Irmy Hermann pochodzą spod pióra Friedricha Hölderlina, a Christoph Hein wyłącznie cytuje Gustawa Flauberta i Arno Schmidta.

### Zdjęcia
Film nakręcono w ciągu 23 dni od 27 marca do 7 maja 1990 w następujących miejscach:
- Śniadanie w Sing-Sing: Dawne więzienie sądu rejonowego w Berlinie-Köpenick.
- Szczególne wyróżnienie: Duża aula Akademii Państwa i Prawa w Poczdamie-Babelsberg, wysypisko w Poczdamie-Schöneiche.
- Piekło: Zakłady Leuna-Werke, cementownia w Rüdersdorf.
- Kilka sekund później: Dawne więzienie sądu rejonowego Berlin-Köpenick. Kolej wąskotorowa w Bad Doberan.
- Niemiecka Noc Walpurgii: Schierke w Harzu, szczyt Brocken.
- W raju: Hellersdorfska hałda w Berlinie.
- O mój ojcze: Rzeźnia w Poczdamie, Stare Muzeum, Muzeum Historii Naturalnej.
- Nowy czas: Stacja kolejowa Berlin Potsdamer Platz, dawne więzienie Sądu Rejonowego w Berlinie-Köpenick.
- Epilog: Stary cmentarz garnizonowy w Berlinie.

Sceny ceremonii wręczenia nagród miały być pierwotnie nakręcone w sali balowej budynku Rady Państwa. Jednak władze tego zabroniły. Scena piekła miała być pierwotnie kręcona w zakładach Leuna, ale pozwolenie zostało wycofane w krótkim czasie, w związku z tym wykonano tylko kilka ujęć plenerowych. Zdjęcia wewnątrz miały miejsce w cementowni w Rüdersdorf.

## Muzyka
Akcji towarzyszą utwory muzyczne. Muzyka została nagrana przez DEFA i wykonana przez orkiestrę symfoniczną pod batutą Manfreda Rosenberga. Następujące tytuły w filmie:
- Dankchoral (Tekst: Wenzel, Mensching / Muzyka: Wenzel)
- Brüder kommt die Füße hoch wir tanzen (Wenzel, Mensching / Wenzel)
- Zeit und Geld vergänglich Gut (Wenzel, Mensching / Wenzel)
- Undank ist der Welten Lohn (Wenzel, Mensching / Wenzel)
- Durch schlechte Nächte schwankt ein Marsch der Trauer (Wenzel, Mensching / Wenzel)
- Halb und Halb (Wenzel, Mensching / Wenzel)
- Flug gebucht ins Niemandsland (Wenzel, Mensching / Wenzel)
- Tote Hunde soll man nicht wecken (Wenzel, Mensching / Wenzel)
- Shanty (Wenzel, Mensching / Wenzel, Staskowiak)
- Ach Deutschland (Wenzel, Mensching / Wenzel, Staskowiak)
- Die Clowns gehör’n erschossen (Wenzel, Mensching / Wenzel, Staskowiak)

Piosenki śpiewane są przez dwie główne postacie. Piosenkę wioślarza śpiewa basem Gerd Wolf. Niektóre piosenki zostały wykonane przez Chór Kameralny z Orkiestrą Symfoniczną Radia Berlińskiego pod kierunkiem Sebastiana Weigle.

## Odbiór
Koszt produkcji wyniósł milion marek. Pierwotnie premiera filmu w kinach miała mieć miejsce na krótko przed zjednoczeniem Niemiec, które zostało oficjalnie zaplanowane na 15 października. Ceremonię jednak przesunięto na 3 października, w związku z tym premiera filmu miała miejsce dopiero 7 października w Berlinie. Publiczność we wschodnich regionach pozytywnie odebrała film, jednak krytycy byli zirytowani. Jednak w zachodnich Niemczech było odwrotnie.